# توني سيجورا
توني سيجورا (بالإسبانية: Toni Segura)‏ (31 مارس 1998 في لاس بالماس دي غران كناريا في إسبانيا – )؛ هو لاعب كرة قدم إسباني انتقل لصفوف نادي ريال مدريد كلاعب وسط في صيف 2016. بدأ توني سيجورا مسيرته الرياضية عام 2015 مع ريال بيتيس ب.

## روابط خارجية
- توني سيجورا على موقع قاعدة بيانات كرة القدم.إي يو (الإنجليزية)
- توني سيجورا على موقع Soccerway.com (الإنجليزية)